# Joseph Süß Oppenheimer
Joseph Süß Oppenheimer (1692–1738) – żydowski kupiec, bankier i finansista Karola Aleksandra Wirtemberskiego. 

## Życiorys
Założył dom handlowy w Stuttgarcie. Poprzez walkę z zadłużeniem księstwa uzyskał duże wpływy oraz wrogów na dworze księcia. Po śmierci Karola Aleksandra oskarżony i skazany na karę śmierci przez powieszenie. Wyrok wykonano.